# Andrea Pinamonti
Andrea Pinamonti (Cles, 19 maggio 1999) è un calciatore italiano, attaccante del Sassuolo.

## Caratteristiche tecniche
È un centravanti forte fisicamente, abile con entrambi i piedi e forte di testa.  Ha dichiarato di ispirarsi a Zlatan Ibrahimović e Mauro Icardi.

## Carriera

### Club

#### Gli esordi, Inter
Inizia a giocare all'età di 6 anni nella Bassa Anaunia di Denno, finché l'allenatore Bruno Tommasini, insieme a Roberto Vicenzi, lo segnala per un provino. Viene così tesserato dall'Inter dopo aver segnato 4 gol in una partita. Poiché le norme della FIGC non permettono di ingaggiare calciatori al di sotto dei 14 anni che risiedano in altre regioni, viene lasciato al Chievo. Raggiunta l'età richiesta si trasferisce in nerazzurro, segnalandosi per la prolificità sotto rete.
Nell'estate 2016 viene aggregato alla prima squadra per il ritiro estivo. Il debutto da professionista avviene a 17 anni, l'8 dicembre 2016, giocando interamente la partita della fase a gironi di Europa League contro lo Sparta Praga (vinta 2-1 dai milanesi). Il 12 febbraio 2017 esordisce in Serie A, nella partita che i nerazzurri vincono per 2-0 contro l'Empoli. L'attaccante continua tuttavia a giocare per la formazione Primavera, con cui vince il campionato di categoria segnando un gol nella finale contro la Fiorentina (2-1).
Nella stagione 2017-2018 viene inserito in prima squadra con il nuovo allenatore Luciano Spalletti, ma viene utilizzato unicamente in due occasioni, una in Coppa Italia e una in campionato. Rimane comunque a disposizione della Primavera con la quale disputa la Youth League, dove l'Inter raggiunge i quarti di finale grazie anche ai suoi gol.

#### Frosinone e Genoa
Il 17 agosto 2018 viene ceduto in prestito con diritto di riscatto a 4 milioni di euro al Frosinone, club neopromosso in Serie A. Con la maglia dei ciociari, il 28 ottobre, segna il primo gol in carriera nella partita vinta 3-0 sul campo della SPAL. Termina la stagione, che vede la retrocessione del Frosinone in Serie B, con 27 presenze e 5 reti in campionato. A fine stagione non viene riscattato.
Rientrato all'Inter dal prestito, il 30 giugno 2019 viene ceduto al Genoa a titolo temporaneo con obbligo di riscatto fissato a 18 milioni di euro più bonus. Il 25 agosto va subito a segno nel debutto in campionato con i rossoblù, realizzando il primo dei tre gol del pareggio per 3-3 in casa della Roma. Termina la stagione con 5 gol in campionato e 2 reti in Coppa Italia venendo come d'accordi riscattato.

#### Ritorno all'Inter
Il 18 settembre 2020 fa ritorno a titolo definitivo all'Inter per la cifra riportata di 8 milioni più 12 di bonus. Debutta in campionato il 24 ottobre successivo contro il Genoa (2-0), mentre tre giorni dopo fa il suo esordio in Champions League nella gara contro lo Šachtar (0-0). Chiuso da Lautaro Martínez, Lukaku e Sánchez, è poco utilizzato dall'allenatore Antonio Conte e ottiene solo 10 presenze totali nell'arco della stagione. Segna il suo primo gol con l'Inter l'8 maggio 2021 nella gara casalinga vinta per 5-1 contro la Sampdoria e gioca per la prima volta da titolare il 23 maggio, nella gara dell'ultima giornata contro l'Udinese nella quale l'Inter festeggia la conquista dello scudetto.

#### Empoli e Sassuolo
Il 25 agosto 2021 passa in prestito secco all'Empoli. Tre giorni dopo esordisce con i toscani nella vittoriosa trasferta in casa della Juventus, subentrando a Leonardo Mancuso. Il 26 settembre segna il primo gol, nel successo per 4-2 sul Bologna, diventando il primo calciatore nato dopo il 1999 ad aver segnato in Serie A con quattro maglie diverse. Contro la Salernitana il 24 ottobre segna la sua prima doppietta in massima serie. Il 27 novembre segna il gol del decisivo 2-1 nel derby vinto contro la Fiorentina. Il 24 aprile 2022 segna una doppietta decisiva contro il Napoli che completa la rimonta empolese da 0-2 a 3-2. Chiude la stagione con 13 gol in 37 presenze complessive.
Tornato all'Inter nell'estate 2022, l'11 agosto si trasferisce al Sassuolo in prestito con obbligo di riscatto fissato a 20 milioni di euro. Il 27 agosto segna la prima rete con la maglia neroverde, siglando il gol del definitivo pareggio (2-2) in casa dello Spezia. Il suo primo gol al Mapei Stadium lo sigla il 2 ottobre 2022 in occasione del match contro la Salernitana, poi terminato 5-0. Il 30 aprile 2023 rimedia la sua prima espulsione con la maglia del Sassuolo, in occasione della gara contro l'Empoli terminata 2-1 per i neroverdi.

#### Ritorno al Genoa
Il 16 agosto 2024 viene ufficializzato il suo ritorno al Genoa, con la formula del prestito con diritto di riscatto fissato a 15 milioni di euro. Otto giorni dopo, alla prima presenza, ritrova la marcatura segnando il gol della vittoria in casa del Monza. Il 19 ottobre, in occasione della sfida terminata 2-2 contro il Bologna, mette a referto la prima doppietta con la maglia rossoblù. Anche in questa stagione raggiunge la doppia cifra di gol in Serie A (10).

### Nazionale

#### Nazionali giovanili
Dopo essersi messo in luce con l'Italia under 15 e Under-16, nell'agosto 2015 entra nel giro dell'Under-17, con cui nel 2016 partecipa all'Europeo di categoria. L'anno successivo è con l'Under-19 che non si qualifica per la fase finale del campionato europeo di categoria, e viene convocato per due stage rispettivamente con l'Under-20 e l'Under-21.
Nel maggio 2018 riceve la sua prima convocazione in Under-21, dal CT Luigi Di Biagio, tuttavia il giocatore declina la convocazione per studiare in vista degli esami di maturità. In estate scende in campo per la fase finale dell'Europeo Under-19 2018, in cui l'Italia viene sconfitta in finale dal Portogallo.
Nell'ottobre 2018 esordisce con l'Under-20, partecipando all'Under-20 Elite League. Partecipa poi al Mondiale Under-20 2019 in Polonia, dove indossa la fascia di capitano. Realizza 4 gol in 6 presenze e guida l'Italia fino alla semifinale persa contro l'Ucraina. Durante il Mondiale viene convocato per l'Europeo Under-21 che si disputa pochi giorni dopo; tuttavia deve rinunciare alla rassegna continentale a causa di un infortunio al ginocchio e viene così sostituito da Federico Bonazzoli.
Esordisce con la nazionale Under-21 il 6 settembre 2019, vestendo anche la fascia da capitano, nella partita amichevole contro la Moldavia vinta 4-0 a Catania. Il 19 novembre seguente segna la sua prima rete con la maglia dell'Under-21, nella partita valida per le qualificazioni all'Europeo Under-21 vinta per 6-0 in casa contro l'Armenia.
Nel marzo del 2021 è costretto a rinunciare alla convocazione per la fase a gironi dell'Europeo Under-21 in seguito alle decisioni prese dalla FIGC e l'ATS di Milano riguardo ad alcuni casi di COVID-19 nel gruppo squadra del suo club; viene sostituito da Lorenzo Colombo anche se dopo la defezione di Ricci viene comunque formalmente inserito in lista. Viene convocato per la successiva fase a eliminazione diretta, ma non scende in campo nella gara dei quarti di finale contro il Portogallo, che elimina l'Italia.

#### Nazionale maggiore
Nel febbraio 2018 viene convocato per il suo primo stage con la nazionale maggiore. Il 26 aprile 2019 viene convocato in nazionale maggiore dal commissario tecnico Roberto Mancini per un raduno organizzato a Coverciano per visionare i calciatori emergenti.
Nel maggio 2022, riceve la sua prima convocazione ufficiale in nazionale maggiore. Fa il suo debutto in maglia azzurra il 16 novembre seguente, prendendo il posto di Leonardo Bonucci nei minuti di recupero dell'amichevole vinta per 3-1 contro l'Albania a Tirana.

## Statistiche

### Presenze e reti nei club
Statistiche aggiornate al 17 maggio 2025.
| Stagione        | Squadra         | Campionato      | Campionato | Campionato | Coppe nazionali | Coppe nazionali | Coppe nazionali | Coppe continentali | Coppe continentali | Coppe continentali | Altre coppe | Altre coppe | Altre coppe | Totale | Totale |
| Stagione        | Squadra         | Comp            | Pres       | Reti       | Comp            | Pres            | Reti            | Comp               | Pres               | Reti               | Comp        | Pres        | Reti        | Pres   | Reti   |
| --------------- | --------------- | --------------- | ---------- | ---------- | --------------- | --------------- | --------------- | ------------------ | ------------------ | ------------------ | ----------- | ----------- | ----------- | ------ | ------ |
| 2016-2017       | Inter           | A               | 2          | 0          | CI              | 0               | 0               | UEL                | 1                  | 0                  | -           | -           | -           | 3      | 0      |
| 2017-2018       | Inter           | A               | 1          | 0          | CI              | 1               | 0               | -                  | -                  | -                  | -           | -           | -           | 2      | 0      |
| 2018-2019       | Frosinone       | A               | 27         | 5          | CI              | 0               | 0               | -                  | -                  | -                  | -           | -           | -           | 27     | 5      |
| 2019-2020       | Genoa           | A               | 32         | 5          | CI              | 2               | 2               | -                  | -                  | -                  | -           | -           | -           | 34     | 7      |
| 2020-2021       | Inter           | A               | 8          | 1          | CI              | 1               | 0               | UCL                | 1                  | 0                  | -           | -           | -           | 10     | 1      |
| Totale Inter    | Totale Inter    | Totale Inter    | 11         | 1          |                 | 2               | 0               |                    | 2                  | 0                  |             | -           | -           | 15     | 1      |
| 2021-2022       | Empoli          | A               | 36         | 13         | CI              | 1               | 0               | -                  | -                  | -                  | -           | -           | -           | 37     | 13     |
| 2022-2023       | Sassuolo        | A               | 32         | 5          | CI              | 0               | 0               | -                  | -                  | -                  | -           | -           | -           | 32     | 5      |
| 2023-2024       | Sassuolo        | A               | 38         | 11         | CI              | 2               | 1               | -                  | -                  | -                  | -           | -           | -           | 40     | 12     |
| Totale Sassuolo | Totale Sassuolo | Totale Sassuolo | 70         | 16         |                 | 2               | 1               |                    | -                  | -                  |             | -           | -           | 72     | 17     |
| 2024-2025       | Genoa           | A               | 36         | 10         | CI              | 1               | 1               | -                  | -                  | -                  | -           | -           | -           | 37     | 11     |
| Totale Genoa    | Totale Genoa    | Totale Genoa    | 68         | 15         |                 | 3               | 3               |                    | -                  | -                  |             | -           | -           | 71     | 18     |
| Totale carriera | Totale carriera | Totale carriera | 212        | 50         |                 | 8               | 4               |                    | 2                  | 0                  |             | -           | -           | 222    | 54     |

### Cronologia presenze e reti in nazionale
| Cronologia completa delle presenze e delle reti in nazionale ― Italia | Cronologia completa delle presenze e delle reti in nazionale ― Italia | Cronologia completa delle presenze e delle reti in nazionale ― Italia | Cronologia completa delle presenze e delle reti in nazionale ― Italia | Cronologia completa delle presenze e delle reti in nazionale ― Italia | Cronologia completa delle presenze e delle reti in nazionale ― Italia | Cronologia completa delle presenze e delle reti in nazionale ― Italia | Cronologia completa delle presenze e delle reti in nazionale ― Italia |
| Data                                                                  | Città                                                                 | In casa                                                               | Risultato                                                             | Ospiti                                                                | Competizione                                                          | Reti                                                                  | Note                                                                  |
| --------------------------------------------------------------------- | --------------------------------------------------------------------- | --------------------------------------------------------------------- | --------------------------------------------------------------------- | --------------------------------------------------------------------- | --------------------------------------------------------------------- | --------------------------------------------------------------------- | --------------------------------------------------------------------- |
| 16-11-2022                                                            | Tirana                                                                | Albania                                                               | 1 – 3                                                                 | Italia                                                                | Amichevole                                                            | -                                                                     | 90+1’                                                                 |
| Totale                                                                |                                                                       | Presenze                                                              | 1                                                                     |                                                                       | Reti                                                                  | 0                                                                     |                                                                       |

| Cronologia completa delle presenze e delle reti in nazionale ― Italia under 21 | Cronologia completa delle presenze e delle reti in nazionale ― Italia under 21 | Cronologia completa delle presenze e delle reti in nazionale ― Italia under 21 | Cronologia completa delle presenze e delle reti in nazionale ― Italia under 21 | Cronologia completa delle presenze e delle reti in nazionale ― Italia under 21 | Cronologia completa delle presenze e delle reti in nazionale ― Italia under 21 | Cronologia completa delle presenze e delle reti in nazionale ― Italia under 21 | Cronologia completa delle presenze e delle reti in nazionale ― Italia under 21 |
| Data                                                                           | Città                                                                          | In casa                                                                        | Risultato                                                                      | Ospiti                                                                         | Competizione                                                                   | Reti                                                                           | Note                                                                           |
| ------------------------------------------------------------------------------ | ------------------------------------------------------------------------------ | ------------------------------------------------------------------------------ | ------------------------------------------------------------------------------ | ------------------------------------------------------------------------------ | ------------------------------------------------------------------------------ | ------------------------------------------------------------------------------ | ------------------------------------------------------------------------------ |
| 6-9-2019                                                                       | Catania                                                                        | Italia under 21                                                                | 4 – 0                                                                          | Moldavia under 21                                                              | Amichevole                                                                     | -                                                                              | cap. 46’                                                                       |
| 10-9-2019                                                                      | Castel di Sangro                                                               | Italia under 21                                                                | 5 – 0                                                                          | Lussemburgo under 21                                                           | Qual. Europeo Under-21 2021                                                    | -                                                                              | 61’                                                                            |
| 10-10-2019                                                                     | Dublino                                                                        | Irlanda under 21                                                               | 0 – 0                                                                          | Italia under 21                                                                | Qual. Europeo Under-21 2021                                                    | -                                                                              | 46’                                                                            |
| 14-10-2019                                                                     | Erevan                                                                         | Armenia under 21                                                               | 0 – 1                                                                          | Italia under 21                                                                | Qual. Europeo Under-21 2021                                                    | -                                                                              | 75’                                                                            |
| 16-11-2019                                                                     | Ferrara                                                                        | Italia under 21                                                                | 3 – 0                                                                          | Islanda under 21                                                               | Qual. Europeo Under-21 2021                                                    | -                                                                              | 75’ 80’                                                                        |
| 19-11-2019                                                                     | Catania                                                                        | Italia under 21                                                                | 6 – 0                                                                          | Armenia under 21                                                               | Qual. Europeo Under-21 2021                                                    | 1                                                                              | 56’                                                                            |
| 8-9-2020                                                                       | Kalmar                                                                         | Svezia under 21                                                                | 3 – 0                                                                          | Italia under 21                                                                | Qual. Europeo Under-21 2021                                                    | -                                                                              |                                                                                |
| 12-11-2020                                                                     | Reykjavík                                                                      | Islanda under 21                                                               | 1 – 2                                                                          | Italia under 21                                                                | Qual. Europeo Under-21 2021                                                    | -                                                                              | 80’                                                                            |
| 15-11-2020                                                                     | Differdange                                                                    | Lussemburgo under 21                                                           | 0 – 4                                                                          | Italia under 21                                                                | Qual. Europeo Under-21 2021                                                    | 1                                                                              | 46’ 86’                                                                        |
| Totale                                                                         |                                                                                | Presenze                                                                       | 9                                                                              |                                                                                | Reti                                                                           | 2                                                                              |                                                                                |

| Cronologia completa delle presenze e delle reti in nazionale ― Italia under 20 | Cronologia completa delle presenze e delle reti in nazionale ― Italia under 20 | Cronologia completa delle presenze e delle reti in nazionale ― Italia under 20 | Cronologia completa delle presenze e delle reti in nazionale ― Italia under 20 | Cronologia completa delle presenze e delle reti in nazionale ― Italia under 20 | Cronologia completa delle presenze e delle reti in nazionale ― Italia under 20 | Cronologia completa delle presenze e delle reti in nazionale ― Italia under 20 | Cronologia completa delle presenze e delle reti in nazionale ― Italia under 20 |
| Data                                                                           | Città                                                                          | In casa                                                                        | Risultato                                                                      | Ospiti                                                                         | Competizione                                                                   | Reti                                                                           | Note                                                                           |
| ------------------------------------------------------------------------------ | ------------------------------------------------------------------------------ | ------------------------------------------------------------------------------ | ------------------------------------------------------------------------------ | ------------------------------------------------------------------------------ | ------------------------------------------------------------------------------ | ------------------------------------------------------------------------------ | ------------------------------------------------------------------------------ |
| 6-9-2018                                                                       | Łódź                                                                           | Polonia under 20                                                               | 0 – 3                                                                          | Italia under 20                                                                | Elite League Under-20                                                          | -                                                                              | 46’                                                                            |
| 11-10-2018                                                                     | Wesham                                                                         | Inghilterra under 20                                                           | 2 – 1                                                                          | Italia under 20                                                                | Elite League Under-20                                                          | -                                                                              |                                                                                |
| 16-10-2018                                                                     | Crotone                                                                        | Italia under 20                                                                | 1 – 2                                                                          | Portogallo under 20                                                            | Elite League Under-20                                                          | -                                                                              | 46’                                                                            |
| 15-11-2018                                                                     | Sassuolo                                                                       | Italia under 20                                                                | 3 – 3                                                                          | Germania under 20                                                              | Elite League Under-20                                                          | 1                                                                              |                                                                                |
| 20-11-2018                                                                     | Katwijk                                                                        | Paesi Bassi under 20                                                           | 3 – 2                                                                          | Italia under 20                                                                | Elite League Under-20                                                          | -                                                                              |                                                                                |
| 23-5-2019                                                                      | Danzica                                                                        | Messico under 20                                                               | 1 – 2                                                                          | Italia under 20                                                                | Mondiali Under-20 2019 - 1º turno                                              | -                                                                              | cap.                                                                           |
| 26-5-2019                                                                      | Bydgoszcz                                                                      | Ecuador under 20                                                               | 0 – 1                                                                          | Italia under 20                                                                | Mondiali Under-20 2019 - 1º turno                                              | 1                                                                              | cap.                                                                           |
| 29-5-2019                                                                      | Bydgoszcz                                                                      | Italia under 20                                                                | 0 – 0                                                                          | Giappone under 20                                                              | Mondiali Under-20 2019 - 1º turno                                              | -                                                                              | 89’                                                                            |
| 2-6-2019                                                                       | Gdynia                                                                         | Italia under 20                                                                | 1 – 0                                                                          | Polonia under 20                                                               | Mondiali Under-20 2019 - Ottavi di finale                                      | 1                                                                              | cap.                                                                           |
| 7-6-2019                                                                       | Tychy                                                                          | Italia under 20                                                                | 4 – 2                                                                          | Mali under 20                                                                  | Mondiali Under-20 2019 - Quarti di finale                                      | 2                                                                              | cap. 88’                                                                       |
| 11-6-2019                                                                      | Gdynia                                                                         | Ucraina under 20                                                               | 1 – 0                                                                          | Italia under 20                                                                | Mondiali Under-20 2019 - Semifinale                                            | -                                                                              | cap.                                                                           |
| Totale                                                                         |                                                                                | Presenze                                                                       | 11                                                                             |                                                                                | Reti                                                                           | 5                                                                              |                                                                                |

## Palmarès

### Club

#### Competizioni giovanili
- Coppa Italia Primavera: 1

Inter: 2015-2016
- Campionato Primavera: 2

Inter: 2016-2017, 2017-2018
- Supercoppa Primavera: 1

Inter: 2017

#### Competizioni nazionali
- Campionato italiano: 1

Inter: 2020-2021